# LX그룹
LX그룹(LX Group)은 2021년 5월 LG그룹에서 분리해서 탄생한 대한민국의 기업집단이다.

## 계열사
- LX홀딩스
- LX인터내셔널
- LX판토스
- LX하우시스
- LX세미콘
- LX MMA
- LX글라스
- 포승그린파워

## 같이 보기
- LG그룹
- LS그룹
- LIG그룹

## 브랜드 슬로건
'Link for next'는 LX그룹의 브랜드 슬로건이다.

## 사건/사고

### LX 사명 갈등
2021년 3월초 구본준 고문을 중심으로 계열 분리를 앞둔 LG그룹이 특허청에 'LX'라는 상표를 신청했다. 그러자 한국국토정보공사에서는 한국국토정보공사의 영문명칭 'LX'와 사명이 겹친다고 반발했다. 그러다가 4월 30일 LX사명을 공동사용하기로 전격 합의했다.

### HMM 인수논란
2023년 8월 29일 국내 유일의 컨테이너 선사인 HMM 인수전에 참여했다. 입찰에 참여한 이유는 자회사 LX판토스의 포워딩(Forwarding·국제 물류 주선) 사업과 HMM의 해운 사업을 연계하면 종합 물류 사업을 확장할 수 있는 시너지 효과 때문이다. 하지만, 일각에서는 LX그룹의 전체 자산(8조원)보다 많은 HMM을 무리하게 인수했다가 '승자의 저주'에 빠질 우려가 있다는 기사가 나왔다.
11월 23일 HMM 지분 인수 본입찰에서는 최종적으로 불참을 했다.